# Erstgeburt
Als Erstgeburt wurde historisch dasjenige männliche Kind (Sohn) einer Familie bzw. konkreter: deren männlichen Oberhaupts (→ Patrilinearität) bezeichnet, das dieser bzw. diesem als Erstes ehelich („legitim“) geboren wurde. Im Einzelfall konnte es rechtliche Möglichkeiten geben, auch uneheliche („illegitime“) zuerst geborene Söhne legitimieren zu lassen (z. B. per päpstlichem Dekret), wovon insbesondere in (Hoch-)Adelskreisen Gebrauch gemacht wurde, wenn innerhalb einer Ehe kein Nachkomme und Erbe gezeugt werden konnte. Die Ordnung der Erstgeburtserbfolge nennt sich fachsprachlich Primogenitur. Noch heute ist es gebräuchlich, den als Erstes geborenen Sohn einer Person als deren Erstgeborenen zu bezeichnen.
In der modernen Medizin bezeichnet der Begriff Erstgeburt die erste Geburt der Mutter, unabhängig vom Geschlecht des erstgeborenen Kindes. Die Mutter wird als Erstgebärende bezeichnet.

## Bedeutung in der Geschichte
In dem allgemeinen Wissen um das Besondere, das „Erstmalige“, der Erstgeburt brachte ihr der Mensch insbesondere in früherer Zeit höchste Wertschätzung und Verehrung entgegen. Die Erstgeburt von Mensch und Tier galt in den alten Kulturen als ideale Repräsentation ihrer Art; man sah sich, mitsamt Vieh und Früchten, durch ihr Blut am reinsten und am deutlichsten verkörpert.
Die Erstgeburt gehörte auf eine besondere Weise der verehrten Gottheit an und kam demzufolge ihr zu. Seinen sinnfälligsten Ausdruck fand dieses Bewusstsein im Ritual des Menschenopfers, aus dem sich kulturgeschichtlich das Tieropfer als Ersatzgabe entwickelte. Die alttestamentliche Geschichte von der Nichtopferung Isaaks in Gen 22  veranschaulicht dies.

## Erstgeburt in der Bibel

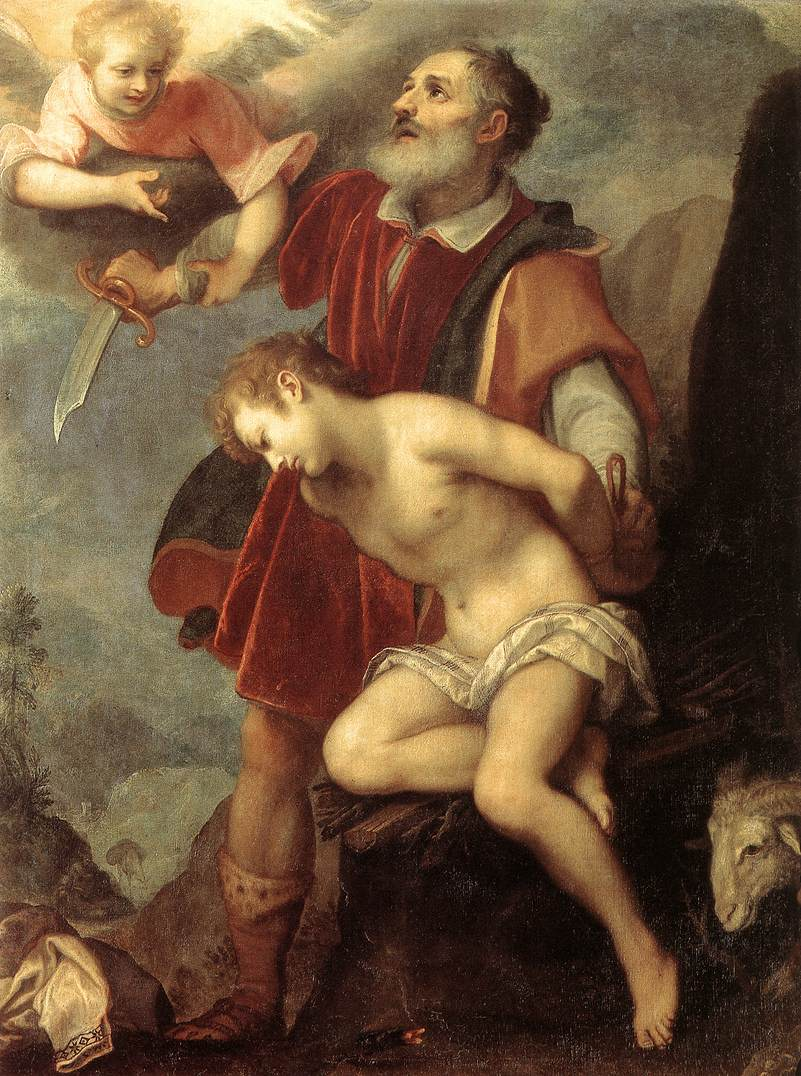
Der Engel verhindert die Opferung Isaaks

In alten Kulturen – so zeigt es die Bibel exemplarisch – genoss der Erstgeborene besondere Privilegien. Außer dem Genuss des größeren Anteils an väterlicher Zuneigung kam ihm überall der erste Platz nach dem Vater zu (Gen 43,33 ) und ein besonderes Vorrecht gegenüber seinen Brüdern (Gen 37,21–22.30  etc.); ein spezieller Segen wurde ihm allein vom sterbenden Vater zugesprochen, er folgte ihm als Haupt der Familie und empfing den doppelten Erbteil des Bruders (Dtn 21,17 ). Des Weiteren räumte das Erstgeburtsrecht das Recht zur Priesterschaft ein. Der Erstgeborene blieb Familienvorsteher, solange die Brüder zusammen im Hause blieben; sobald sie sich trennten und eine eigene Familie bildeten, stand jeder selbst dem Haus als Haupt und Priester vor.
Der biblischen Überlieferung zufolge kamen – als eine der zehn biblischen Plagen – die erstgeborenen Söhne der Ägypter um (Ex 13,29 ), während die Erstgeborenen der Hebräer verschont wurden. Als Zeichen der Anerkennung, erklärte Gott, dass alle Erstlinge ihm gehörten (Ex 13,2 ; Num 3,3 ), sie waren dementsprechend zu opfern. Die Opferung geschah dann in der Form der Auslösungsopfers (Ex 34,20 ). Das priesterliche Gesetz gab über das Opfer der Auslösung der Erstgeborenen genaue Auskunft. Das erstgeborene Kind wurde, wenn es mindestens einen Monat alt geworden war d. h. wohl seine Lebensfähigkeit bewiesen hatte, im Tempel dargestellt (Lk 2,22 ) und nach der gesetzlichen Schätzung um „fünf Schekel heiligen Gewichtes losgekauft“ (Num 18,16 ; 3,47 ). In dem Buch Numeri wird die Vorschrift dann noch mal präzisiert (Num 3,40 ; 8,17 ). Die Leviten die von Jahwe als Auslösung der Erstgeborenen in Israel genommen werden, bezieht sich nur auf die Einsetzung des Levitenstandes; in späterer Zeit mussten sämtliche jüdischen Erstlingssöhne, nicht bloß die über die Levitenzahl überschüssigen, durch Geld ausgelöst werden.
Ebenso wie von Menschen und Tieren gehörten auch von den Früchten des Ackers, des Weinbergs und der Bäume die Erstlinge der Gottheit (Ex 34,26 , Ex 23,19 , Ex 22,28 ) und durften von den Menschen nicht angetastet werden (Jer 2,3 ). Aus demselben Grund ließ man auch den Ertrag neugepflanzter Bäume drei Jahre lang ungenutzt, übergab den des vierten Jahrs der Gottheit und nahm ihn erst vom fünften Jahr an für sich in Anspruch (Lev 19,23 ). Erstlingsgarben opferte man am Massotfest, Erstlingsbrote an Pfingsten, die Baumfrüchte am Hüttenfest. Man konnte dem Tempel die Erstlingsbrote bringen (2 Kön 4,42 ); der gesetzlichen Vorschrift nach gehörten die Erstlingsfrüchte und der Abhub der Wolle bei der Schafschur dem Tempel und wurden zu den Einkünften der Priester gerechnet.
In Dtn 18,4 ; 26,1 , Ez 44,30 , Neh 10,36 , Num 15,20 ; 18,1  wird erzählt, wie man die Baumfrüchte in Körben ans Heiligtum trug und am Altar niederstellte und wie die Darbringenden ein liturgisches Gebet sprachen, in dem sie Gott für die Güte dankten, in der sie gesegnet mit den Gütern Gottes wohnen durften.
Im Evangelium nach Lukas wird schließlich darüber berichtet, wie auch Jesus von seinen Eltern dem Herrn dargebracht wird, denn er war der Erstgeborene seiner Eltern Maria und Josef (Lk 2,22ff ). Wie es damals üblich war, brachten seine Eltern zwei Tauben als Opfer für ihren Sohn im Tempel dar. Nach Jesu Tod und Auferstehung wird er von Paulus im Kolosserbrief „der Erstgeborene der Schöpfung“ genannt, weil ihm alles unterworfen wurde, auch der Tod (Kol 1,15 ).  Auch in der Offenbarung des Johannes wird er „der Erstgeborene der Toten“ genannt (Offb 1,5 ).

## Aîné

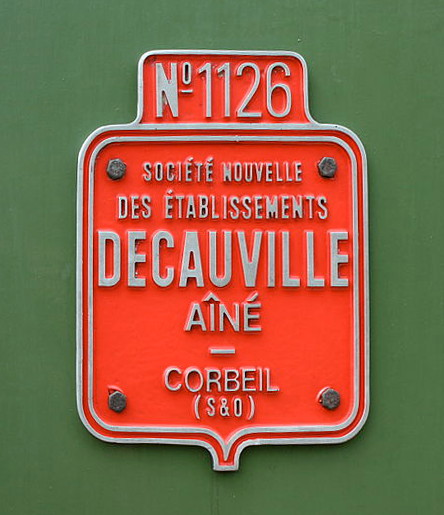
Beispiel: Decauville Aîné

Aîné bezeichnet in Frankreich das Kind einer Familie, das als erstes geboren wurde. Die Stellung des Ältesten ist innerhalb der Geschwisterreihe dort besonders wichtig. Das Erstgeburtsrecht (franz. le droit d'aînesse), aber auch die Hoffnung, die die Eltern noch auf den Erstgeborenen setzen, bewirkte, dass der Älteste ein Gefühl der Verantwortung für die Jüngeren behielt. Der erstgeborene Sohn war nach dem Erstgeburtsrecht meist der Haupterbe, obwohl es einige Ausnahmen gab. In der bäuerlichen Gesellschaft Frankreichs, in der bis zum Code Napoléon jeweils ein Universalerbe bestimmt wurde, erbte in der Regel der älteste Sohn das Grundstück oder den Besitz, wobei für dessen jüngeren Geschwister Ausgleichszahlungen geleistet werden konnten.